# Kenth Hultqvist
Kenth Hultqvist, född 1958 i Vetlanda i Sverige, är en svensk tidigare bandyspelare. Efter karriären blev han tränare och 1999-2005 var han förbundskapten för Sveriges herrlandslag i bandy. Hultqvist tilldelades Riksidrottsförbundets och Svenska Sportjournalistförbundets Fair Play-pris år 2000 och är nummer 263 i Svenska Idrottsakademien.
Han har spelat för Vetlanda BK (8 säsonger), IF Boltic (4 säsonger) och Öjaby IS.

## Meriter
- Position: Mittfältare
- SM-finaler: 7 (1980-1983,1986,1988,1989)
- Landskamper: 49
- VM-guld: 1 (1987)
- VM-silver: 1 (1985)
- VM-brons: 1 (1989)
- Övrigt: Var med och vann Ljusdal World Cup 1988.
- Stor grabb: Nr 189
- Förbundskapten 1999-2005
- VM-guld: 2 (2003,2005)